# Hoplitis cristatula
Hoplitis cristatula är en biart som först beskrevs av Van der Zanden 1990.  Hoplitis cristatula ingår i släktet gnagbin, och familjen buksamlarbin. Inga underarter finns listade i Catalogue of Life.